# Hitra (île)
Hitra est une grande île habitée de la commune de Hitra , en mer de Norvège dans le comté de Trøndelag en Norvège.

## Description
L'île de 571,5 km2, au sud-ouest de l'embouchure du Trondheimsfjord, est la plus grande île du Sud de la Norvège. Hitra est entourée de nombreuses îles telles que Smøla au sud-ouest ; Bispøyan, Helgbustadøya, Dolmøya et Frøya au nord ; Ulvøya, Fjellværsøya et Leksa à l'est ; et Hemnskjela et la Norvège continentale au sud. 
La plupart des habitants de l'île vivent près du littoral. Les plus grands villages de l'île sont Fillan, Sandstad, Hestvika, Kvenvær, Ansnes et Melandsjøen.
En 2004, la société Statkraft a achevé la construction du parc éolien Hitra (Hitra Wind Farm (en)) sur l'île. La ferme compte 24 éoliennes et produit une puissance maximale de 55 mégawatts (74.000 ch).
L'île fait maintenant partie de la municipalité de Hitra, mais avant 1965, l'île était divisée en quatre municipalités : Hitra, Fillan, Sandstad et Kvenvær.

## Réserves naturelles
À l'intérieur, il y a des forêts de pins, des terrains montagneux et de grands marais avec une riche avifaune. 
- La grande réserve naturelle de Havmyran (créée en 1982) est un site Ramsar en raison de son importance pour les oiseaux migrateurs.

Les autres réserves naturelles sont :
- la réserve naturelle de Grytelva (2001) [3],
- la réserve naturelle de Sjømyråsen (1987) [4],
- la réserve naturelle de Helgebostadøya (1992)[5].